# ناب (فلم)
ناب (بالإنجليزية: Tusk) هو فيلم رعب أمريكي لعام 2014 من تأليف وإخراج كيفن سميث وبطولة مايكل باركس، ليلي روز ديب، جاستين لونغ.

## روابط خارجية
- مقالات تستعمل روابط فنية بلا صلة مع ويكي بيانات